# Sergiusz Kułakowski
Sergiusz Julianowicz Kułakowski, ps. „Kapitan Nemo” (ros. Сергей Юлианович Кулаковский, ur. 3 lipca 1892 w Wilnie, zm. 10 marca 1949 w Łodzi) – polski literaturoznawca i rusycysta.

## Życiorys
Studiował filologię słowiańską na Uniwersytecie w Kijowie i Petersburgu oraz studia mediewistyczne w Lipsku i Paryżu. W latach 1918–1921 wykładał na Uniwersytecie Kijowskim, a w 1922 był docentem na Uniwersytecie Moskiewskim. Wykładał język rosyjski w Wyższej Szkole Handlowej w Warszawie w latach 1928–1929 oraz na Uniwersytecie Warszawskim od 1928. Uczestniczył w I Kongresie Slawistów w Pradze w 1929 roku i w II Kongresie Slawistów Warszawie (1934).  
Podczas II wojny światowej kształcił polonistów oraz wygłaszał odczyty o literaturze i sztuce rosyjskiej w tajnym kole akademickim w Mińsku Mazowieckim. Podczas powstania warszawskiego spłonęły rękopisy monografii jego autorstwa o pisarzach rosyjskich: Nikołaju Leskowie i Lwie Tołstoju oraz biblioteka Kułakowskiego. Po wojnie kierował katedrą języka i literatury rosyjskiej na Uniwersytecie Łódzkim.
Był autorem licznych przekładów literatury rosyjskiej na język polski i polskiej na język rosyjski, publikował studia i artykuły o literaturze rosyjskiej i jej recepcji w Polsce. Opublikował łącznie ponad 200 artykułów i rozpraw na tematy z zakresu rusycystyki, polonistyki, literatury krajów bałtyckich oraz wydał trzy podręczniki do nauki rosyjskiego. Publikował głównie na łamach z „Wiadomości Literackich” i „Kameny”, a także prasy rosyjskiej ukazującej się w Polsce.
Był pierwowzorem profesora w powieści Tadeusza Chróścielewskiego pt. „Szkoła dwóch dziewcząt”.

### Życie prywatne
Był synem polskiego profesora Uniwersytetu św. Włodzimierza w Kijowie – Juliana Andrejewicza Kułakowskiego (1855–1920) i Lubowjii z domu Rubinow. Został pochowany na cmentarzu prawosławnym na Woli w Warszawie (kw. 52, rząd I, miejsce 33).

## Odznaczenia
- Srebrny Wawrzyn Akademicki (1937) – za szerzenie zamiłowania do literatury polskiej za granicą[2].

## Publikacje
- Современныепольские поэты в очерках Сергея Кулаковского и в переводах М ихаила Хороманского (Sowriemiennyje polskoje poety w oczierkach Siergieja Kułakowskogo i pieriewodach Michaiła Choromanskogo), Petropolis: Berlin 1929.
- Pięćdziesiąt lat literatury rosyjskiej (1884-1934), Księgarnia F.H oesicka: Warszawa 1939[2].